# Трансальпійський нафтопровід
48°46′04″ пн. ш. 11°35′20″ сх. д. / 48.76782° пн. ш. 11.58897° сх. д.
Трансальпійський нафтопровід — магістральний нафтопровід Трієст (Італія) — Інгольштадт (ФРН). 

## Опис
Довжина 480 км. Більша частина трубопроводу має діаметр 40 дюймів (1,016 м). Експлуатується з 1967 р. Насосні станції підіймають нафту у північному напрямку через Альпи до висоти 1550 м, звідки вона самопливом надходить до Інгольштадту.
Трансальпійський нафтопровід на своєму шляху перетинає 166 водних перешкод. Майже всі переходи цього трубопроводу – підводні, заглиблені нижче лінії розмиву річкового дна. Через великі водні перешкоди труби підводного переходу укладаються у спеціально споруджених тунелях. Напр., на ділянці переходу через р. Дюранс покладений у тунелі довжиною 760 м, висотою 2,4 м і шириною 1,8 м.